# Круторогов Кирило Ігорович
Кирило Ігорович Круторогов — український футбольний коментатор, аналітик, журналіст і автор футбольної книги «#Бомбардир».

## Життєпис
Народився 18 жовтня 1990 року в Горлівці. Закінчив Горлівську ЗОШ № 4.
Роботу у сфері спортивної журналістики розпочав у шістнадцятирічному віці[джерело?].
З 2007 по 2012 роки — навчався на філологічному факультеті у Харківському національному університеті ім. В. Н. Каразіна за фахом «журналістика».
У 2009 взяв участь у конкурсі коментаторів, що організувала Прем'єр-ліга України. Пробився до фіналу. Через юний вік не ввійшов у п'ятірку переможців, але був поміченим функціонерами й отримав можливість дебютувати на Першому національному телеканалі.
Дебютував на матчі «Ворскла» (Полтава) — «Іллічівець» (Маріуполь) прокоментував 4 квітня 2009 у віці 18 років, ставши наймолодшим коментатором в історії загальнонаціональних телеканалів України[джерело?].
Після декількох етерів отримав запрошення пройти стажування на нещодавно створеному телеканалі «Футбол».
У 2009—2022 рр. працював коментатором, ведучим та експертом на телеканалах «Футбол 1»/«Футбол 2»/«Футбол 3».
З червня 2016 — ведучий програми «Про Футбол» на радіо «Kiss FM».
У 2016 (за матч Євро-2016 Франція — Німеччина) та 2018 (за матч Кубка України «Шахтар» — «Динамо») роках був одним з номінованих на премію «Телетріумф» у категорії «Кращий спортивний коментатор».
18 серпня 2017 року Кирило презентував художню книгу «#Бомбардир» про український футбол.
«Сюжет книги вигаданий. Мій герой ─ збірний образ. Але багато з описаного в романі ─ було чи могло бути в реальному житті в різний час, різних місцях та з різними людьми. Я розповідаю про вигаданого футболіста київського „Динамо“, яким цікавиться „Манчестер Юнайтед“. Перш ніж зробити пропозицію про трансфер, англійський клуб наймає українського журналіста для того, щоб дізнатися про цього футболіста все найдрібніші не футбольні деталі. Журналіст стає своєрідною тінню головного героя, проживає його життя, буквально копається в брудній білизні, стикається з перешкодами, які створює його агент, але не зупиняється».
24 березня 2018 року вперше коментував матч збірної України з футболу, яка грала зі збірною Саудівської Аравії.
З лютого 2020 по липень 2021 був дописувачем авторської колонки на сайті «football.ua».
Після закриття телеканалів «Футбол 1/2/3» у липні 2022 року працює експертом і ведучим на ютуб-каналі «Футбол 2.0».

## Критика
Кирила часто критикують за продовження «справи Андрія Малиновського», себто за надмірну симпатію до ФК «Шахтар» під час його матчів з іншими українськими футбольними командами. На початку коментаторської кар'єри вважався доволі перспективним коментатором, але реалізував це не повністю. Проте в матчах без участі «Шахтаря» коментує без упередженості. Має добре поставлений голос. Проте проблема Кирила в тому, що під час матчу «в центр уваги він ставить себе», а не саму гру.
Вважаю, що я коментую об'єктивно. Знову ж таки, з людьми, які мене можуть звинуватити у необ'єктивності — я готовий з повагою сісти та розібрати ці моменти. Мені не заважає нічого бути об'єктивним. Мені подобається, коли вболівальники «Барселони» кажуть, що я вболіваю за «Реал», а фани «Реала» говорять, що за «Барсу». Це круто! Це приклад того, що мені це не заважає. Я дуже поважаю критику, не люблю дешеві лестощі і бруд не сприймаю — висловлювався Кирило Круторогов.

## Цікаві факти
- Прокоментував більш як 2000 матчів[джерело?].
- У дитинстві грав у FIFA 2000.
- Уболіває за «Шахтар», «Ворсклу» й «Металіст»[11].

## Курйози
- У матчі між «Динамо» (Київ) та донецьким «Шахтарем», що відбувся у сезоні 2016—2017 рр., гравець «Шахтаря» Віктор Коваленко пробив поруч зі стійкою, але коментатор Кирило Круторогов закричав «Гол!».
- 6 серпня 2015 року, під час матчу третього кваліфікаційного кола Ліги Європи УЄФА «Ворскла» — «Жиліна», у кінці компенсованого матчу, коментатор почав зворотний відлік: «5…4…3…2…Вілліам!» і «Ворскла» пропустила на останніх секундах матчу.

Більше я такого ніколи не робив. Коментатори вважають це помилкою, тому що через це «Ворскла» пропустила гол (сміється). Насправді ж, на полі я не був. Звісно, краще такого не робити, до речі, я потім неодноразово бачив та чув, як інші коментатори робили те ж саме, правда не у контексті проходу чи не проходу українського клубу. Я пережив неприємну емоцію і хотів би звісно, щоб цього не було. Але з цього вийшла ціла історія, представники «Жиліни», їх прес-аташе випустили футболки з написом їхньою мовою: «Я знаю, як українською буде один». І «5…4…3…2…Вілліам!». Навіть Вілліаму вони подарували, який забив цей м'яч. Прес-аташе також і мені прислав цю футболку. Вона є у мене у колекції. Виходить, що я підкинув мерч для «Жиліни».
- Під час матчу групового етапу Ліги Чемпіонів УЄФА «Аталанта» — «Шахтар», коли гравець гірників Манор Соломон із передачі Додо забив гол на останніх секундах, коментатор настільки сильно закричав «Соломон!», що зірвав свій голос[12].